# Corpsepaint

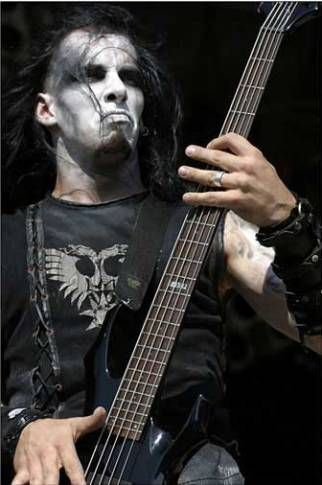
Tomasz Orion Wróblewski från gruppen Behemoth i Corpsepaint

Corpsepaint, en sammansättning av Corpse och paint, även kallat liksminkning, är en sminkning som oftast används i black metal-kretsar. 
Man blandar oftast svart, vit och ibland röd, färg i ansiktet för att ge intryck av ondska och förruttnelse.
Corpsepaint används framförallt i ansiktet, men kan vid behov även användas på andra delar av kroppen.

## Varianter
Det finns ingen exakt definition av hur "äkta" corpsepaint ska se ut, utan många olika varianter används. Medlemmarna i Gorgoroth försöker få sminket att se mer äkta ut och använder även blod, medan exempelvis Immortal använder en mer stiliserad variant. 
De svenska metalbandet Skitarg har en clownnäsa i kombination med sin corpsepaint.

## Historik
Som föregångare till dagens corpsepaint kan nämnas Arthur Brown och band som Alice Cooper och Kiss. Att de brukades av många band inom den tidiga norska black metal-scenen, däribland Mayhem, Darkthrone, Gorgoroth, Emperor, Immortal, Dimmu Borgir, och Satyricon har lett till en fortsatt popularitet.

## Galleri

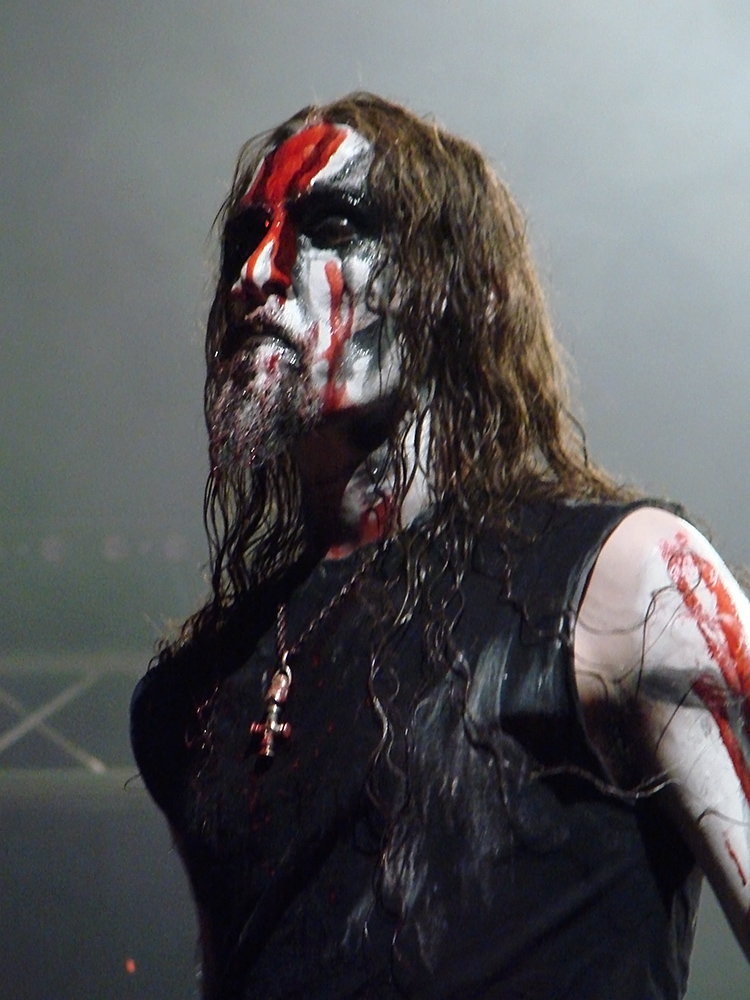
Gaahl med God Seed.
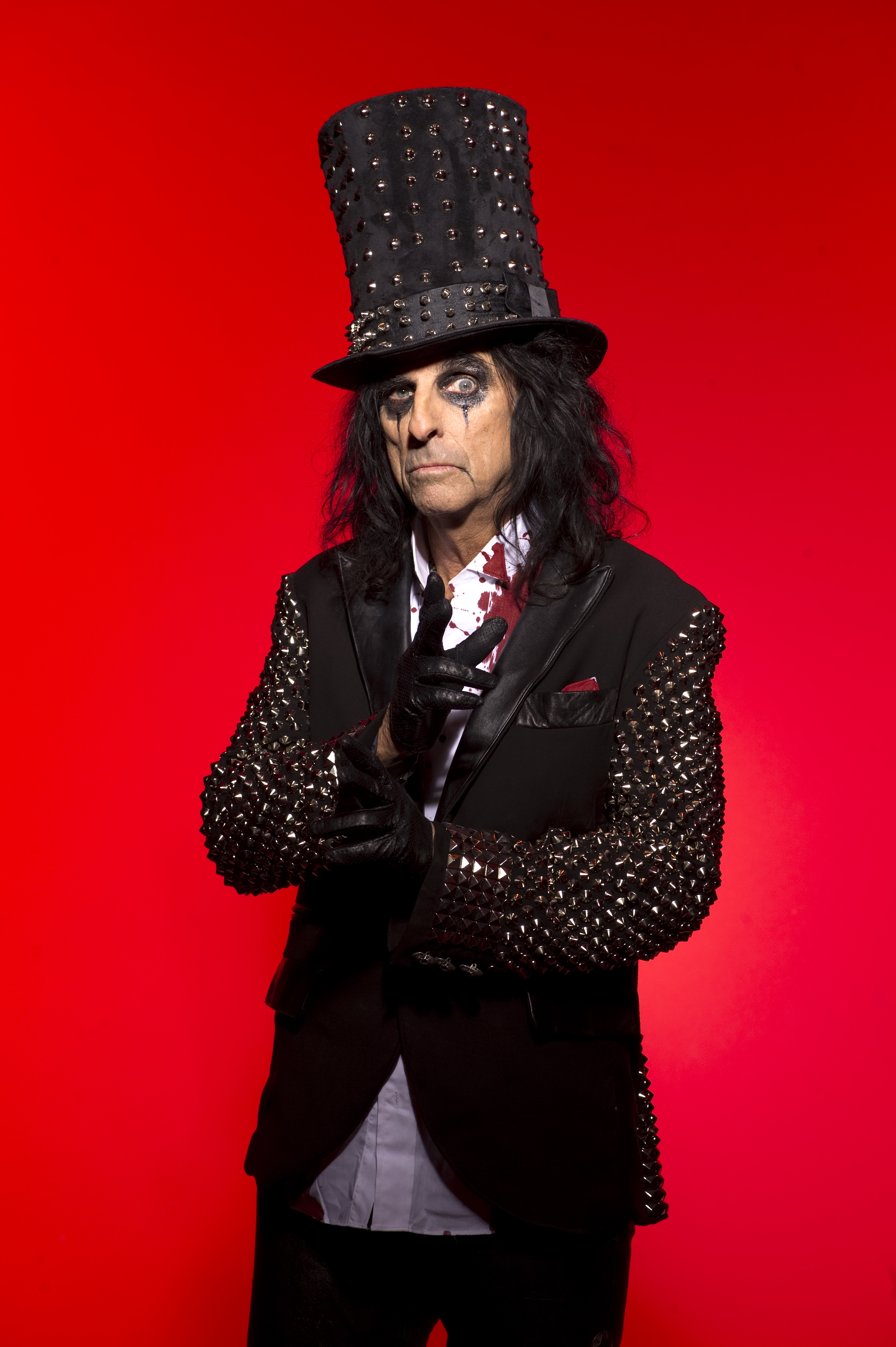
Alice Cooper.
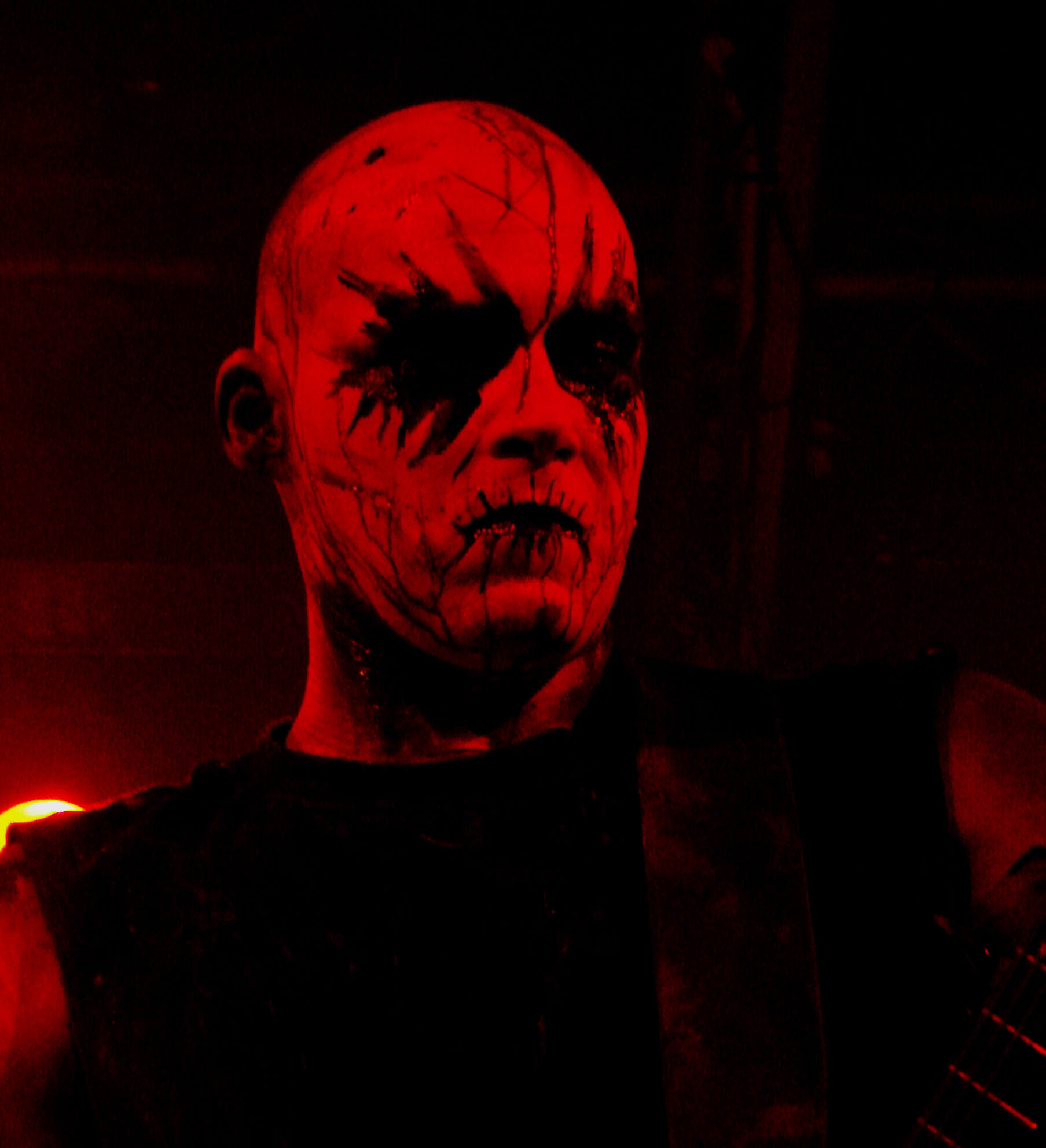
Teloch med Gorgoroth.
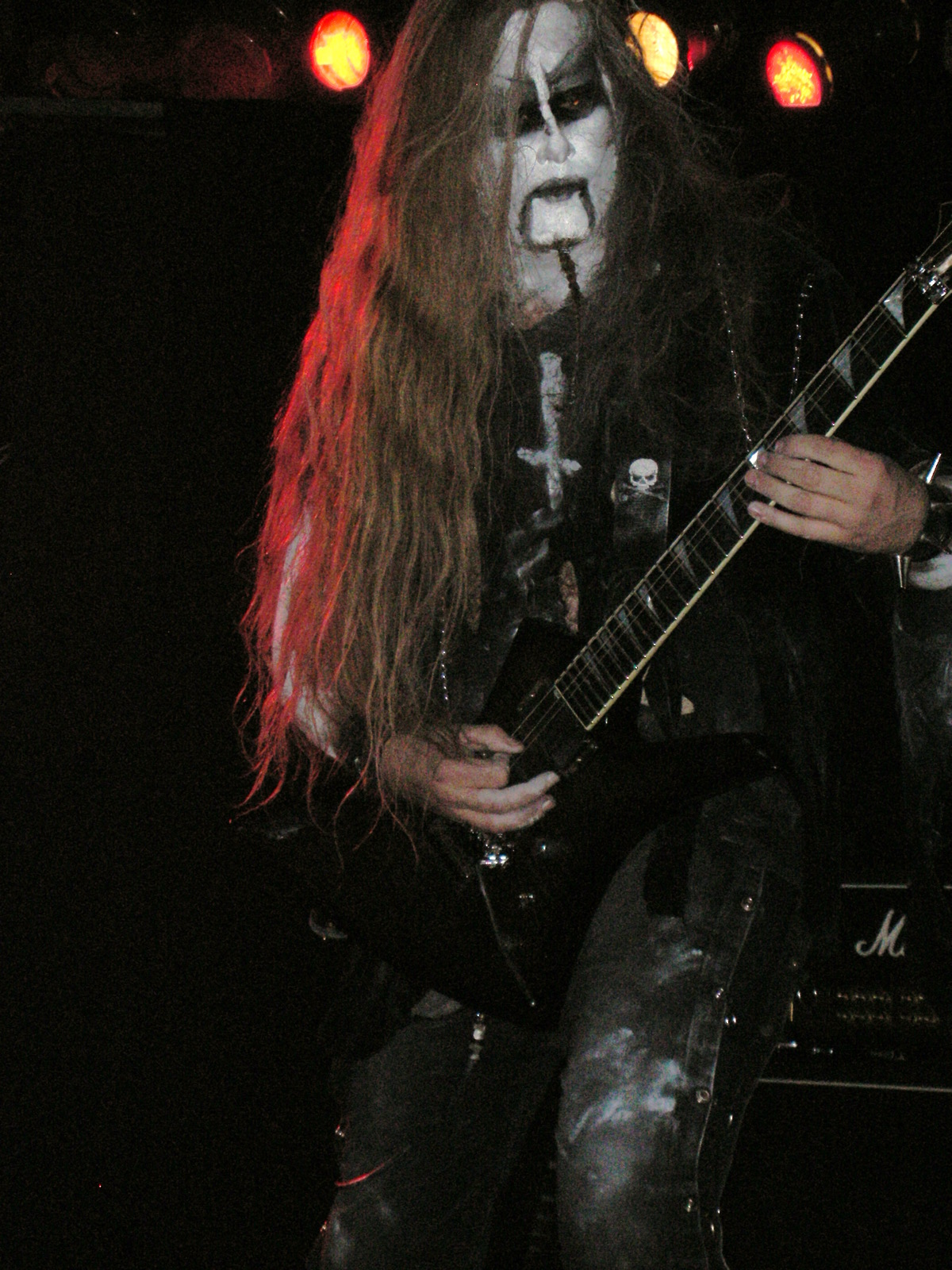
Archaon från 1349.
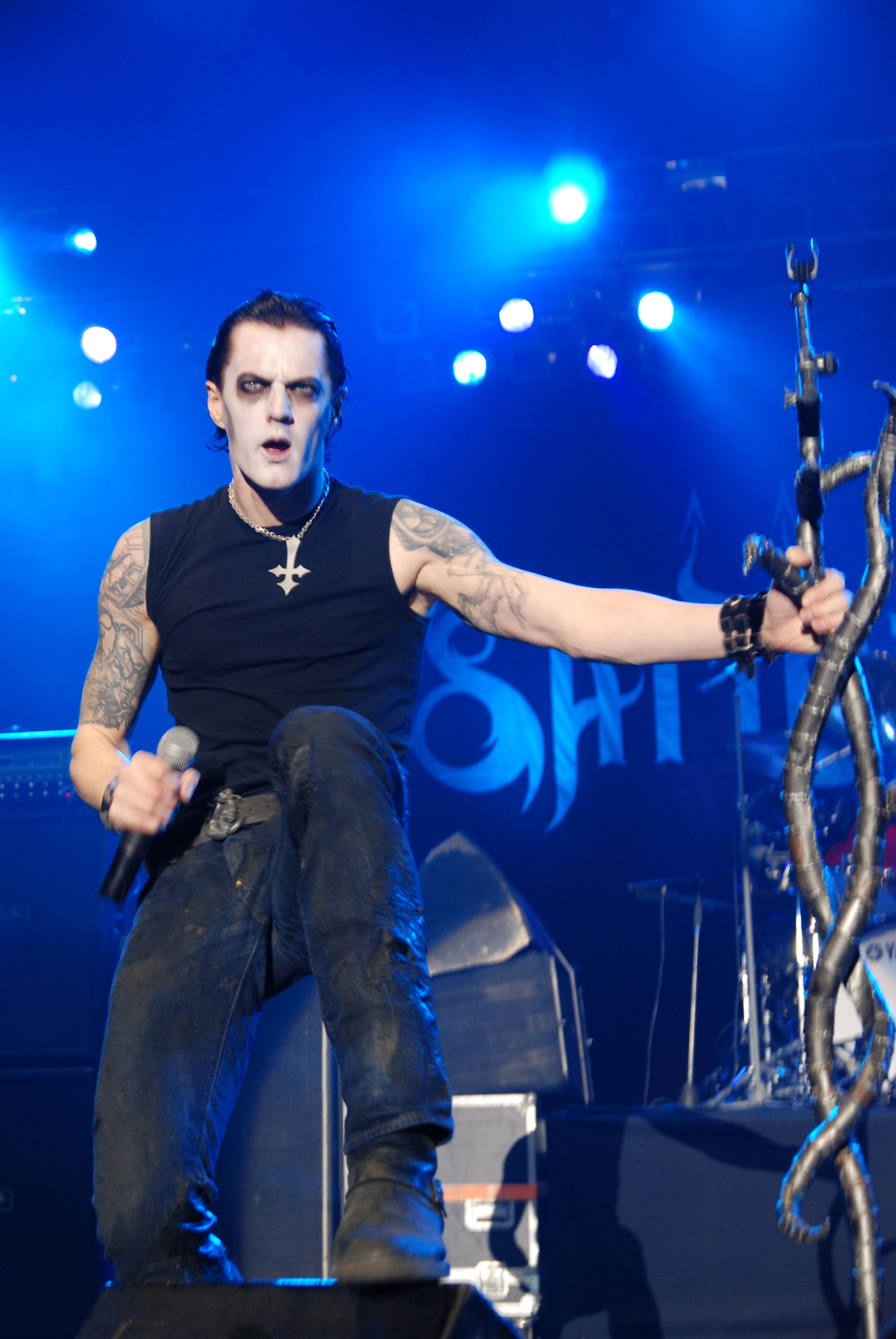
Satyr från Satyricon.
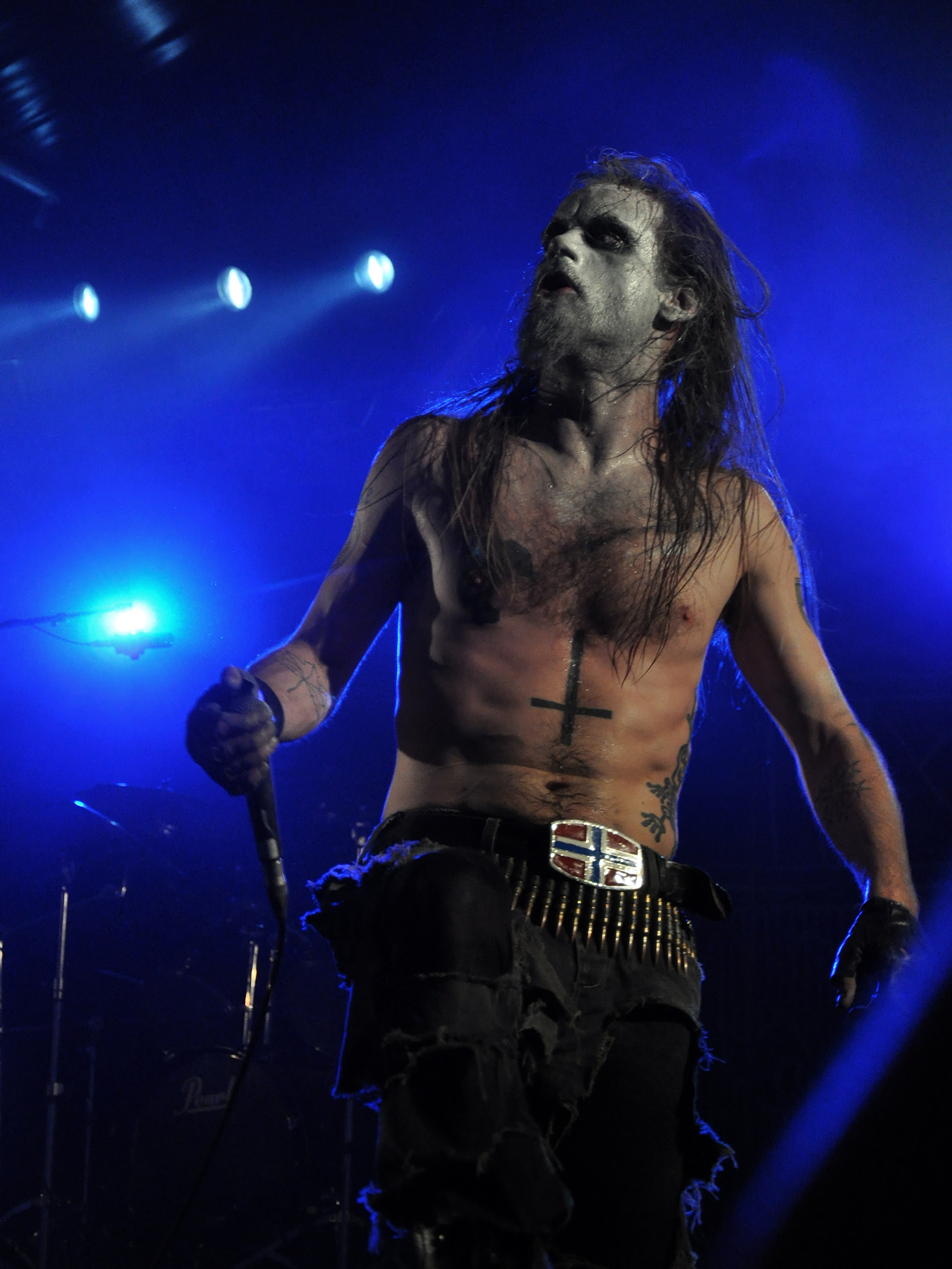
Hoest från Taake.
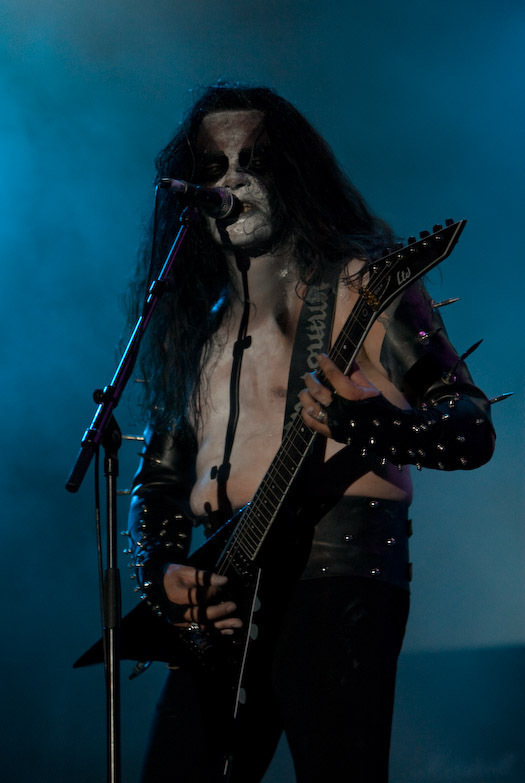
Abbath från Immortal.
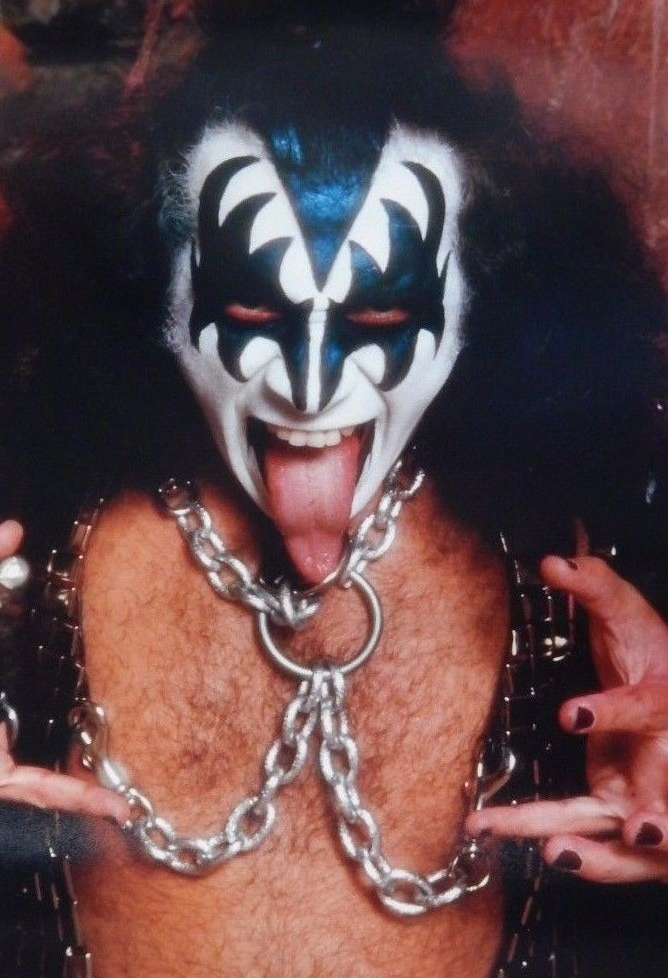
Gene Simmons från Kiss.
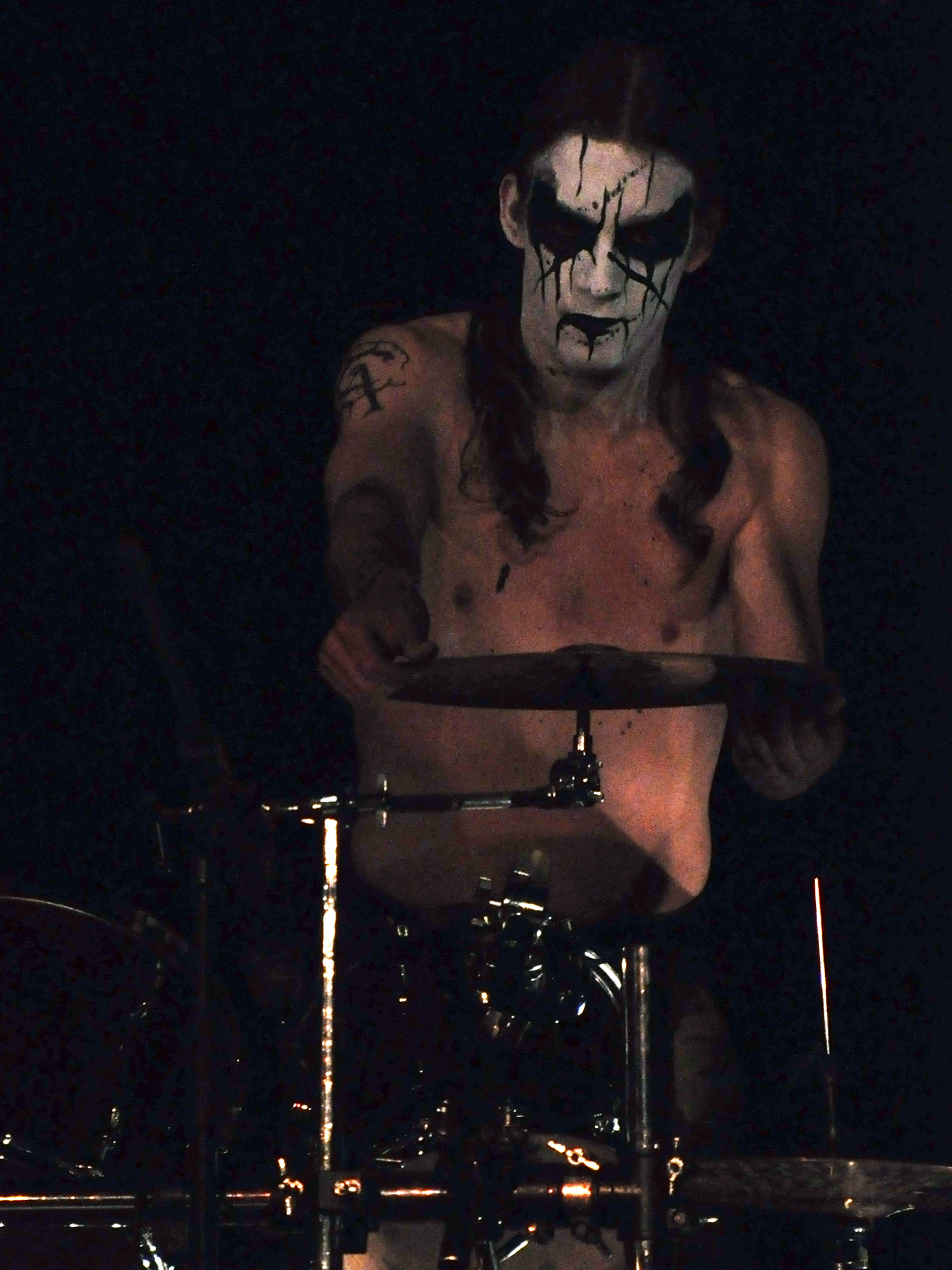
Namtar från Carach Angren
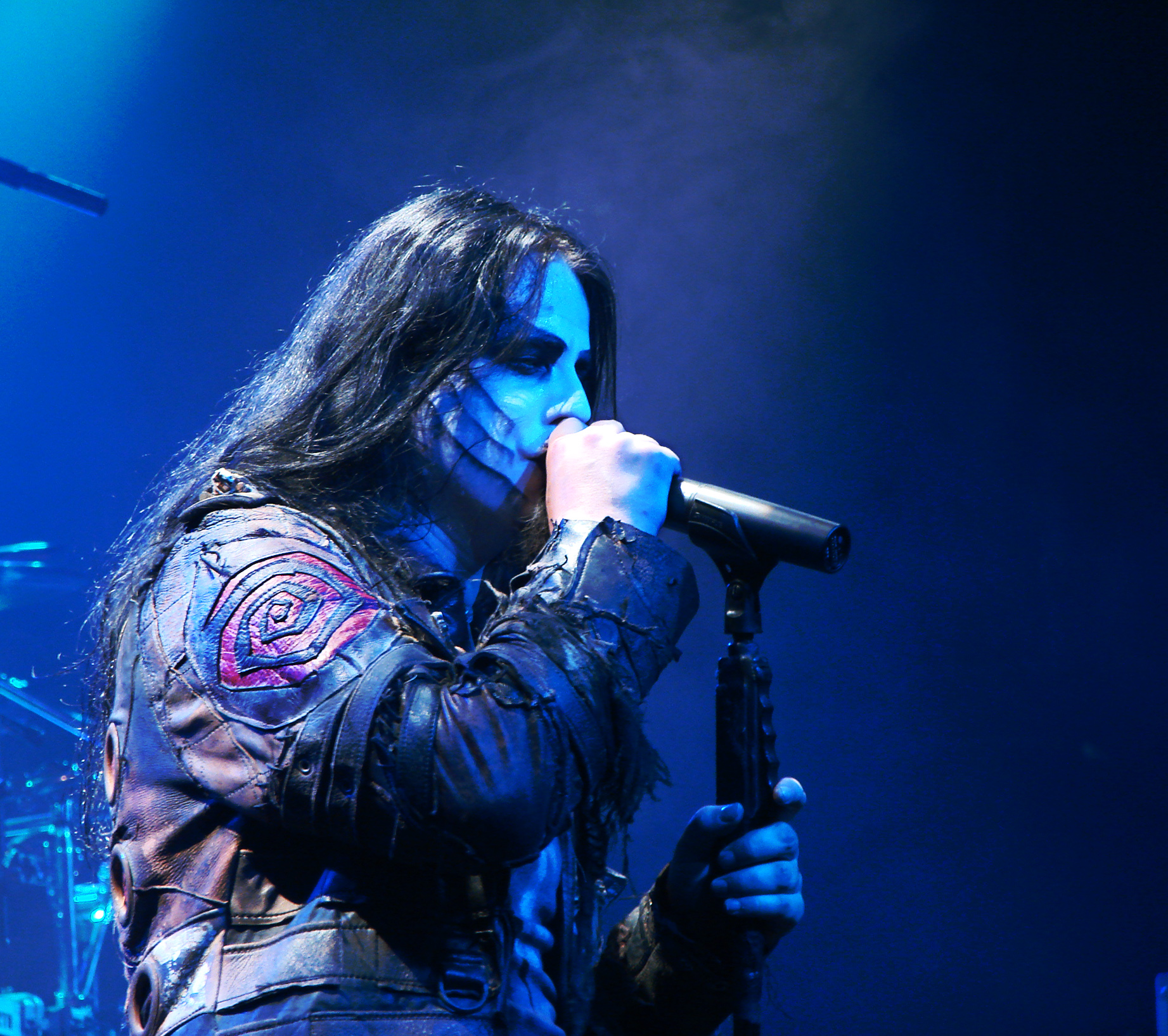
Shagrath från Dimmu Borgir.